# 2012년 한국프로야구
KBO 리그의 2012년 시즌은 31번째 시즌이며, 대한민국의 8개 프로 야구 구단들이 참가한다. 2012년 4월 7일에 개막전이 열렸다.

## 타이틀 스폰서
2012년 한국 프로 야구는 종합 식품 기업인 팔도가 당시 최대 규모 계약금으로 타이틀 스폰서를 맡게 되었다. 최재문 팔도 대표이사는 "최고의 인기스포츠인 프로야구 타이틀 스폰서를 맡게 된 것을 영광으로 생각한다"며 "고객에게 색다른 즐거움을 선사하고 프로야구가 700만 관중을 돌파할 수 있도록 뒷받침하겠다"고 말하였다.

## 달라지는 점
- 2012년 한국프로야구 올스타전은 7월 21일에 한밭종합운동장 야구장에서 열린다.
- 프로야구 전광판 표시가 신축 구장과 시설 교체가 가능한 구장부터 기존 스트라이크 - 볼 - 아웃의 S-B-O 표기에서 국제 기준에 맞게 볼 - 스트라이크 - 아웃의 B-S-O 표기 방식으로 바꿔서 시범 운영된다.
- 시즌 MVP와 신인왕 수상 선정 기준을 페넌트레이스를 기준으로 한다.
- 경기 개시 시간
  - 주중 18:30 / 주말 17:00
  - 단 개막 2연전과 5월 6일까지 편성되는 경기 중 일요일과 공휴일에 열리는 경기는 오후 2시부터 치러진다.

## 2차 드래프트
프로 야구 선수 2차 드래프트는 2년마다 한국 야구 위원회에서 개최하는 행사로 2차 드래프트라고도 불린다. 이는 NC 다이노스의 창단으로 새로운 선수 수급 방법을 모색한 결과 1차 드래프트 (신인 지명 회의)와 FA 영입 방법 외의 또 다른 방법으로써 채택되어 2011년 시즌이 끝난 후 처음 실시되었다. 1차 드래프트가 순수한 고졸, 대졸 신인 선수들로만 이루어진다면 2차 드래프트는 기존 프로 야구 구단에 소속된 선수들로 구성된다는 점이 다르다.

## 선수 이동

### 시즌 전
- 신인 선수
  - 삼성 라이온즈 : 이현동, 구자욱, 김지훈, 이동훈, 박상원, 이준형, 한겸, 신용승, 노승현, 손형준
  - SK 와이번스 : 문승원, 김민식, 박승욱, 허건엽, 최정민, 최윤철, 임치영, 최항, 한동민, 김호은
  - 롯데 자이언츠 : 김원중, 신본기, 김성호, 박휘성, 유정민, 김준태, 김상호, 윤정현, 윤여운
  - KIA 타이거즈 : 박지훈, 임준섭, 장지환, 김윤동, 전은석, 홍성민, 김경탁, 황정립, 한동훈, 윤완주
  - 두산 베어스 : 윤명준, 변진수, 이규환, 류지혁, 박세혁, 박민정, 유민상, 신동규, 장우람
  - LG 트윈스 : 조윤준, 최성훈, 김웅, 전호영, 나규호, 신동훈, 이장희, 송상훈, 서상우
  - 한화 이글스 : 하주석, 임기영, 최우석, 양성우, 장재훈, 엄태용, 김원석, 김병근, 공민호, 윤승열
  - 넥센 히어로즈 : 한현희, 박종윤, 권택형, 박정음, 지재옥, 김규민, 길민세, 김재현, 김태훈, 신유원

- 신규 영입 외국인 선수
  - 삼성 라이온즈 : 미치 탈보트, 브라이언 고든
  - SK 와이번스 : 마리오 산티아고, 아킬리노 로페스
  - 롯데 자이언츠 : 셰인 유먼
  - KIA 타이거즈 : 알렉스 그라만, 앤소니 르루
  - 두산 베어스 : 스캇 프록터
  - 한화 이글스 : 브라이언 배스
  - 넥센 히어로즈 : 앤디 밴 헤켄

- FA 이적 선수
  - 이대호 : 롯데 자이언츠 → 오릭스 버펄로스(일본)
  - 송신영 : LG 트윈스 → 한화 이글스
  - 이택근 : LG 트윈스 → 넥센 히어로즈
  - 임경완 : 롯데 자이언츠 → SK 와이번스
  - 조인성 : LG 트윈스 → SK 와이번스
  - 이승호 : SK 와이번스 → 롯데 자이언츠
  - 정대현 : SK 와이번스 → 롯데 자이언츠

- FA 영입에 따른 보상선수 이적 선수
  - 나성용 : 한화 이글스 → LG 트윈스 (송신영의 보상선수 자격으로 이적)
  - 윤지웅 : 넥센 히어로즈 → LG 트윈스 (이택근의 보상선수 자격으로 이적, 경찰청 입대에 따라 2014년에 팀에 합류)
  - 임훈 : SK 와이번스 → 롯데 자이언츠 → SK 와이번스 (임경완의 보상선수 자격으로 이적했으나, 정대현의 보상선수로 SK에 재이적)
  - 임정우 : SK 와이번스 → LG 트윈스 (조인성의 보상선수 자격으로 이적)
  - 허준혁 : 롯데 자이언츠 → SK 와이번스 (이승호의 보상선수 자격으로 이적)

- 2차 드래프트에 따른 이적 선수
  - 조평호 : 넥센 히어로즈 → NC 다이노스
  - 이재학 : 두산 베어스 → NC 다이노스
  - 오정복 : 삼성 라이온즈 → NC 다이노스 (경찰청 입대에 따라 2014년에 팀에 합류)
  - 정성철 : KIA 타이거즈 → NC 다이노스
  - 문현정 : 삼성 라이온즈 → NC 다이노스
  - 윤영삼 : 삼성 라이온즈 → NC 다이노스
  - 허준 : 넥센 히어로즈 → NC 다이노스
  - 최승환 : 두산 베어스 → 한화 이글스
  - 임익준 : 삼성 라이온즈 → 한화 이글스
  - 이학준 : LG 트윈스 → 한화 이글스
  - 김일경 : 넥센 히어로즈 → LG 트윈스
  - 윤정우 : KIA 타이거즈 → LG 트윈스
  - 최동수 : SK 와이번스 → LG 트윈스
  - 오장훈 : 롯데 자이언츠 → 두산 베어스
  - 김강 : 한화 이글스 → 두산 베어스 (상무 입대에 따라 2014년에 팀에 합류)
  - 오성민 : SK 와이번스 → 두산 베어스
  - 이두환 : 두산 베어스 → KIA 타이거즈
  - 이경록 : 삼성 라이온즈 → KIA 타이거즈
  - 백세웅 : 롯데 자이언츠 → KIA 타이거즈
  - 유재웅 : 두산 베어스 → SK 와이번스
  - 오수호 : 롯데 자이언츠 → SK 와이번스
  - 김도현 : 넥센 히어로즈 → SK 와이번스
  - 김성배 : 두산 베어스 → 롯데 자이언츠
  - 박동욱 : LG 트윈스 → 롯데 자이언츠
  - 신용운 : KIA 타이거즈 → 삼성 라이온즈
  - 박정태 : KIA 타이거즈 → 삼성 라이온즈 (지명후 박근홍으로 개명했다.)
  - 우병걸 : KIA 타이거즈 → 삼성 라이온즈

- 은퇴
  - 김원형 : SK 와이번스 → 은퇴(SK 와이번스의 2군 루키 투수코치)
  - 박정환 : SK 와이번스 → 은퇴(SK 와이번스의 전력분석코치)
  - 박종섭 : KIA 타이거즈 → 은퇴(두산 베어스의 전력분석코치)
  - 황두성 : 넥센 히어로즈 → 은퇴(삼성 라이온즈의 잔류군 재활코치)
  - 이종범 : KIA 타이거즈 → 은퇴(시즌 후 한화 이글스의 1군 주루코치로)
- 방출
  - 삼성 라이온즈 : 구자운, 곽동훈, 추승민
  - 롯데 자이언츠 : 손민한, 황성웅, 이승재
  - SK 와이번스 : 전준호, 이상훈, 김대유, 신정익, 김정남, 김용섭
  - KIA 타이거즈 : 이상화, 이영수, 장태성, 채종범
  - 두산 베어스 : 박정배, 조규수, 최현정, 황필선, 안동현, 김준호
  - LG 트윈스 : 서승화, 민경수, 지승환, 박현준, 김성현, 최종인, 변시영, 노진용, 임도현
  - 한화 이글스 : 김준호
  - 넥센 히어로즈 : 박준수, 장태종, 이희성, 박도현, 최현종

- 방출 후 이적 선수
  - 이승재 : 롯데 자이언츠 → 고양 원더스
  - 이승엽 : 오릭스 버펄로스 (일본) → 삼성 라이온즈
  - 박찬호 : 오릭스 버펄로스 (일본) → 한화 이글스
  - 김태균 : 지바 롯데 마린스 (일본) → 한화 이글스
  - 박준수 : 넥센 히어로즈 → KIA 타이거즈
  - 최현종 : 넥센 히어로즈 → LG 트윈스
  - 박정배 : 두산 베어스 → SK 와이번스
  - 김병현 : 라쿠텐 골든이글스 (일본) → 넥센 히어로즈

- 재계약 포기 외국인 선수
  - 삼성 라이온즈 : 덕 매티스, 저스틴 저마노
  - 롯데 자이언츠 : 크리스 부첵
  - SK 와이번스 : 게리 글로버, 브라이언 고든
  - KIA 타이거즈 : 트레비스 블레이클리, 아킬리노 로페스
  - 두산 베어스 : 페르난도 니에베
  - 한화 이글스 : 카림 가르시아
  - 넥센 히어로즈 : 코리 알드리지

- 방출 외국인 선수
  - KIA 타이거즈 : 알렉스 그라만

### 시즌 중
- 트레이드 영입 선수
  - 최경철 : SK 와이번스 → 넥센 히어로즈
  - 전유수 : 넥센 히어로즈 → SK 와이번스
  - 용덕한 : 두산 베어스 → 롯데 자이언츠
  - 김명성 : 롯데 자이언츠 → 두산 베어스
  - 김희걸 : KIA 타이거즈 → 삼성 라이온즈
  - 조영훈 : 삼성 라이온즈 → KIA 타이거즈
  - 이성열 : 두산 베어스 → 넥센 히어로즈
  - 오재일 : 넥센 히어로즈 → 두산 베어스

- 영입 선수
  - 이희성 : 고양 원더스 → LG 트윈스
  - 김영관 : 고양 원더스 → LG 트윈스
  - 강하승 : 고양 원더스 → KIA 타이거즈
  - 안태영 : 고양 원더스 → 넥센 히어로즈

- 방출 외국인 선수
  - KIA 타이거즈 : 호라시오 라미레스
  - SK 와이번스 : 아킬리노 로페스
  - 한화 이글스 : 브라이언 배스, 션 헨

- 군제대 후 복귀 선수
  - SK 와이번스 : 이재원, 모창민 2012년 9월 7일 복귀
  - KIA 타이거즈 : 이종환 2012년 9월 30일 복귀
  - 두산 베어스 : 민병헌 2012년 10월 5일 복귀

### 시즌 후
- NC 특별지명권
  - 이승호 : 롯데 자이언츠 → NC 다이노스
  - 송신영 : 한화 이글스 → NC 다이노스
  - 이태양 : 넥센 히어로즈 → NC 다이노스
  - 고창성 : 두산 베어스 → NC 다이노스
  - 김태군 : LG 트윈스 → NC 다이노스
  - 조영훈 : KIA 타이거즈 → NC 다이노스
  - 모창민 : SK 와이번스 → NC 다이노스
  - 김종호 : 삼성 라이온즈 → NC 다이노스

- FA 이적 선수
  - 정현욱 : 삼성 라이온즈 → LG 트윈스
  - 이호준 : SK 와이번스 → NC 다이노스(NC 다이노스는 보상 선수 대신 해당 선수(이호준) 연봉의 300%의 보상금만 SK 와이번스에게 지불한다.)
  - 김주찬 : 롯데 자이언츠 → KIA 타이거즈
  - 이현곤 : KIA 타이거즈 → NC 다이노스(NC 다이노스는 보상 선수 대신 해당 선수(이현곤) 연봉의 300%의 보상금만 KIA 타이거즈에게 지불한다.)
  - 홍성흔 : 롯데 자이언츠 → 두산 베어스

- FA 영입에 따른 보상선수 이적 선수
  - 이승우 : LG 트윈스 → 삼성 라이온즈 (정현욱의 보상선수 자격으로 이적)
  - 홍성민 : KIA 타이거즈 → 롯데 자이언츠 (김주찬의 보상선수 자격으로 이적)
  - 김승회 : 두산 베어스 → 롯데 자이언츠 (홍성흔의 보상선수 자격으로 이적)

- 방출후 이적선수
  - 강귀태 : 넥센 히어로즈 → KIA 타이거즈
  - 권용관 : SK 와이번스 → LG 트윈스
  - 김일엽 : 롯데 자이언츠 → 한화 이글스
  - 조영민 : SK 와이번스 → LG 트윈스

- 트레이드 영입 선수
  - 김태형 : NC 다이노스 → 넥센 히어로즈
  - 차화준 : 넥센 히어로즈 → NC 다이노스
  - 임창민 : 넥센 히어로즈 → NC 다이노스
  - 장성호 : 한화 이글스 → 롯데 자이언츠
  - 송창현 : 롯데 자이언츠 → 한화 이글스
  - 현재윤 : 삼성 라이온즈 → LG 트윈스
  - 김효남 : 삼성 라이온즈 → LG 트윈스
  - 손주인 : 삼성 라이온즈 → LG 트윈스
  - 김태완 : LG 트윈스 → 삼성 라이온즈
  - 정병곤 : LG 트윈스 → 삼성 라이온즈
  - 노진용 : LG 트윈스 → 삼성 라이온즈

- 은퇴
  - 심광호 : LG 트윈스 → 은퇴(경찰 야구단의 배터리 코치)
  - 강병식 : 넥센 히어로즈 → 은퇴(넥센 히어로즈의 2군 타격 코치)
  - 이대진 : LG 트윈스 → 은퇴(한화 이글스의 재활 코치)
  - 김수경 : 넥센 히어로즈 → 은퇴(넥센 히어로즈의 불펜 코치)
  - 박찬호 : 한화 이글스 → 은퇴

- 해외 진출 선수
  - 류현진 : 한화 이글스 → 로스앤젤레스 다저스

- 재계약 포기 외국인 선수
  - SK 와이번스 : 마리오 산티아고, 데이브 부시
  - 롯데 자이언츠 : 라이언 사도스키
  - 삼성 라이온즈 : 브라이언 고든
  - 두산 베어스 : 스콧 프록터

- 신규 영입 외국인 선수
  - SK 와이번스 : 크리스 세든, 더그 슬래튼
  - 삼성 라이온즈 : 아네우리 로드리게스, 릭 반덴허크
  - 롯데 자이언츠 : 스캇 리치몬드
  - 한화 이글스 : 대나 이브랜드
  - NC 다이노스 : 아담 윌크, 찰리 쉬렉
  - 두산 베어스 : 켈빈 히메네스

## 2012 프로야구 퇴장사례
1. 2012년 4월 7일 한화 이글스 VS 롯데 자이언츠 사직경기 한대화(감독) 퇴장

- 8회말 투수를 송창식에서 김광수로 교체를 하는 과정에서 전 타석에 심판판정에 대하여 손가락을 흔들다가 심판에게 적발 심판 바로 퇴장조치

2. 2012년 5월 20일 SK 와이번스 VS 한화 이글스 대전경기 송신영(투수) 퇴장

- 7회초 최정타석에서 초구, 2구 모두 빈볼성플레이가 나오면서 주심이 경고를 주지만, 송신영은 최정에게 몸에 맞는볼을 내주고 퇴장조치

3. 2012년 6월 19일 LG 트윈스 VS 한화 이글스 대전경기 김인호(주루코치) 퇴장

- 5회초 이병규의 타구가 1루에서 잡히는데, 이병규의 발이 공보다 빨랐다고 항의하던 도중 신체충돌이 생기면서 퇴장조치

4. 2012년 8월 7일 넥센 히어로즈 VS KIA 타이거즈 광주경기 김시진(감독) 퇴장

- 7회초 박헌도의 타석에서 심판이 몸에 맞는 볼을 선언하자 KIA 선동열감독이 몸에 맞지 않았다고 항의하자 심판은 이를 번복하고 이에 김시진감독이 다시 나와서 항의를 하는 과정에서 심판의 몸을 밀치고 퇴장조치

5. 2012년 9월 16일 KIA 타이거즈 VS SK 와이번스 문학경기 선동열(감독) 퇴장

- 8회말 이호준의 타구를 심판이 파울선언하자, KIA 선동열감독은 타구가 이호준의 발에 맞았다고 어필하지만, 번복되지 않아 선동열감독은 선수단을 철수한다. 15분동안 선수단 철수하고 결국 판정을 받아들이고 퇴장조치

## 시범 경기
- 기간 : 3월 17일 ~ 4월 1일

| 순위 | 구단          | 경기 | 승 | 무 | 패 | 승률  | 연속 | 게임차 |
| ---- | ------------- | ---- | -- | -- | -- | ----- | ---- | ------ |
| 1    | SK 와이번스   | 13   | 9  | 0  | 4  | 0.692 | 6승  | 0.0    |
| 2    | 넥센 히어로즈 | 11   | 7  | 0  | 4  | 0.636 | 1승  | 1.0    |
| 3    | 한화 이글스   | 11   | 5  | 2  | 4  | 0.556 | 1패  | 2.0    |
| 4    | LG 트윈스     | 13   | 6  | 2  | 5  | 0.545 | 1패  | 2.0    |
| 5    | 두산 베어스   | 13   | 4  | 4  | 5  | 0.444 | 1승  | 3.0    |
| 6    | KIA 타이거즈  | 12   | 4  | 3  | 5  | 0.444 | 2패  | 3.0    |
| 7    | 삼성 라이온즈 | 11   | 4  | 1  | 5  | 0.400 | 1패  | 3.5    |
| 8    | 롯데 자이언츠 | 12   | 3  | 0  | 9  | 0.250 | 6패  | 5.5    |

## 정규 리그
- 기간: 4월 7일 ~ 10월 6일

개막전은 2010년 상위 4개구단의 홈구장인 문학(KIA-SK), 대구(LG-삼성), 잠실(넥센-두산), 사직(한화-롯데)에서 2연전으로 치러진다.
어린이날 경기는 격년제 편성에 따라 이번엔 대구, 문학, 광주, 잠실(LG 홈)에서 열린다.

### 팀 순위
| 순위 | 구단          | 경기수 | 승 | 무 | 패 | 승률  | 게임 차 | 포스트 시즌                        |
| ---- | ------------- | ------ | -- | -- | -- | ----- | ------- | ---------------------------------- |
| 1    | 삼성 라이온즈 | 133    | 80 | 2  | 51 | 0.611 | 0.0     | 한국시리즈 승리                    |
| 2    | SK 와이번스   | 133    | 71 | 3  | 59 | 0.546 | 8.5     | 플레이오프 승리, 한국시리즈 패배   |
| 3    | 두산 베어스   | 133    | 68 | 3  | 62 | 0.523 | 11.5    | 준플레이오프 패배                  |
| 4    | 롯데 자이언츠 | 133    | 65 | 6  | 62 | 0.512 | 13.0    | 준플레이오프 승리, 플레이오프 패배 |
| 5    | KIA 타이거즈  | 133    | 62 | 6  | 65 | 0.488 | 15.5    | 진출실패                           |
| 6    | 넥센 히어로즈 | 133    | 61 | 3  | 69 | 0.469 | 18.0    | 진출실패                           |
| 7    | LG 트윈스     | 133    | 57 | 4  | 72 | 0.442 | 22.0    | 진출실패                           |
| 8    | 한화 이글스   | 133    | 53 | 3  | 77 | 0.408 | 26.0    | 진출실패                           |

### 통계

#### 타자 TOP
| 부문        | 선수   | 기록 |
| ----------- | ------ | ---- |
| 타율(AVG)   | 김태균 | .363 |
| 홈런(HR)    | 박병호 | 31   |
| 타점(RBI)   | 박병호 | 105  |
| 득점(R)     | 이용규 | 86   |
| 안타(H)     | 손아섭 | 158  |
| 출루율(OBP) | 김태균 | .474 |
| 장타율(SLG) | 박병호 | .561 |
| 도루(SB)    | 이용규 | 44   |

#### 투수 TOP
| 부문          | 선수   | 기록                                                    |
| ------------- | ------ | ------------------------------------------------------- |
| 승리(W)       | 장원삼 | 17(1구원승 포함이라 나이트와 선발승(16선발승) 공동 1위) |
| 평균자책(ERA) | 나이트 | 2.20                                                    |
| 탈삼진(SO)    | 류현진 | 210                                                     |
| 세이브(SV)    | 오승환 | 37                                                      |
| 홀드(HLD)     | 박희수 | 34                                                      |
| 승률(WPCT)    | 탈보트 | .824                                                    |

### 시즌 기록
- 시즌 첫 안타 : 4월 7일, KIA 타이거즈 신종길 (1회초 SK 와이번스 마리오 투수를 상대로 좌익수-중견수 간 1루타)
- 시즌 첫 홈런 : 4월 7일, 롯데 자이언츠 조성환 (1회말 한화 이글스 류현진 투수를 상대로 좌익수 뒤 홈런 (비거리: 110m))
- 시즌 첫 도루 : 4월 7일, KIA 타이거즈 신종길 (1회초 1사 안치홍 타석에서 2스트라이크 1볼 때 도루 성공)
- 시즌 첫 만루홈런: 4월 7일, LG 트윈스 이병규 (3회초 삼성 라이온즈 차우찬 투수를 상대로 우익수 뒤 홈런 (비거리: 110m), 통산 7번째)
- 시즌 첫 퇴장 : 4월 7일, 한화 이글스 한대화 (8회초 종료 후, 문승훈 심판에게 볼 판정 관련 항의 후 퇴장 당함)
- 시즌 첫 끝내기 밀어내기 볼넷 : 4월 11일, KIA 타이거즈 김원섭 (9회말 1사 만루 상황에서 권혁 투수를 상대로 밀어내기 볼넷)
- 시즌 첫 인사이드 더 파크 홈런: 4월 15일, SK 와이번스 안치용 (문학야구장 한화 이글스전 상대 투수 유창식, 통산 71번째)
- 시즌 첫 더블헤더 : 9월 14일, 롯데 자이언츠 VS KIA 타이거즈 (9월 13일 롯데 VS KIA가 취소되어 더블헤더를 치름)
- 시즌 첫 20-20 클럽 : 9월 18일, 넥센 히어로즈 강정호 (9월 18일 LG 트윈스와의 경기에서 기록)
- 시즌 첫 4연속 선발투수 완투승 : 9월 23일부터 9월 28일, KIA 타이거즈의 서재응, 김진우, 윤석민, 헨리 소사
- 시즌 첫 백투백 홈런 : 4월 15일, 넥센 히어로즈 박병호, 강정호 (3회초 삼성 라이온즈 차우찬 투수를 상대로 만루홈런(박병호), 솔로홈런(강정호)을 치며 시즌 첫 백투백 홈런 기록)
- 시즌 첫 연타석 홈런 : 4월 15일, 넥센 히어로즈 강정호 (3회초 삼성 라이온즈 차우찬 투수를 상대로 솔로홈런, 5회초 삼성 라이온즈 권오준 투수를 상대로 2점홈런)
- 개막전홈런 : 4명(조성환(류현진), 이병규(차우찬), 박석민(주키치), 오재일(정대현)

### 달성 기록
- 개인 통산 1,400경기 출장 : 4월 7일, LG 트윈스 이진영 (삼성 라이온즈를 상대로 6번타자 우익수로 선발 출장, 역대 35번째)
- 개인 통산 1,800경기 출장 : 4월 11일, 한화 이글스 장성호 (두산 베어스를 상대로 3번타자 지명타자로 선발 출장, 역대 9번째)
- 개인 통산 1,200경기 출장 : 4월 11일, LG 트윈스 최동수 (롯데 자이언츠를 상대로 3번타자 1루수로 선발 출장, 역대 60번째)
- 1이닝 3타자 9구 삼진: 4월 11일, 넥센 히어로즈 강윤구 (SK 와이번스를 상대로 4회초 안치용, 박정권, 조인성을 모두 3구 삼진 처리, 역대 3번째)
- 개인 통산 1,900안타 : 4월 12일, 한화 이글스 장성호 (두산 베어스 이용찬을 상대로 우전 안타, 역대 3번째)
- 개인 통산 1,400안타 : 4월 17일, LG 트윈스 이진영 (한화 이글스 데니 바티스타를 상대로 중전 안타, 역대 26번째)
- 한 경기 최다 볼넷 출루 신기록 : 5월 20일, SK 와이번스 이호준 (한화 이글스전 6볼넷)
- 개인 통산 500 4사구 : 4월 26일, LG 트윈스 정성훈 (넥센 히어로즈 강윤구를 상대로 1회말 볼넷 출루, 역대 35번째)
- 개인 통산 350도루 : 4월 28일, LG 트윈스 이대형 (롯데 자이언츠를 상대로 1번타자 중견수로 선발 출장, 3회초 볼넷 출루 뒤 박용택 타석 때 2루 도루 성공, 역대 6번째)
- 팀 통산 3,600도루 : 5월 1일, LG 트윈스 (6회말 김광수 투수를 상대로 대주자 양영동이 2루 도루 성공, 역대 2번째)
- 개인 통산 500 4사구 : 5월 6일, LG 트윈스 이진영 (두산 베어스 김승회를 상대로 3회말 볼넷 출루, 역대 36번째)
- 개인 통산 600타점 : 5월 16일, LG 트윈스 박용택 (SK 와이번스 윤희상을 상대로 3회초 우익수 뒤 솔로 홈런, 역대 41번째)
- 개인 통산 100호 홈런 : 5월 19일, 롯데 자이언츠 강민호 (KIA 타이거즈 심동섭을 상대로 4회말 좌익수 뒤 3점 홈런, 역대 59번째)
- 개인 통산 1044득점 : 5월 27일, 한화 이글스 장성호 (넥센 히어로즈 김영민을 상대로 5회초 1사 3루에서 김경언의 중전 2루타로 득점, 역대 4번째)
- 개인 한일통산 500호 홈런 : 7월 29일, 삼성 라이온즈 이승엽 (넥센 히어로즈 밴 헤켄을 상대로 4회초 좌익수 뒤 솔로홈런, 역대최초)
- 개인 통산 2000안타 : 9월 18일, 한화 이글스 장성호 (삼성 라이온즈 고든상대로 5회초 우전안타 (역대 3번째)
- 개인 통산 1000타점 : 10월 2일, 한화 이글스 장성호 (SK 와이번스 채병용을 상대로 4회말 무사에서 좌익수 뒤 솔로홈런으로 득점, 역대 9번째)
- 개인 통산 300호 홈런 : 10월 3일, SK 와이번스 박재홍 (LG 트윈스 주키치를 상대로 2회초 1사에서 좌익수 뒤 홈런, 역대 7번째)

### 정규시즌 수상
정규시즌 신인왕 : 넥센 히어로즈 서건창(삼성 라이온즈 이지영, KIA 타이거즈 박지훈, LG 트윈스 최성훈과 함께 신인왕 후보에 올랐고, 압도적인 지지(91표중 79표)를 받아 2012 팔도프로야구 신인왕으로 선정되었다.)

정규시즌 MVP : 넥센 히어로즈 박병호(삼성 라이온즈 장원삼, 넥센 히어로즈 나이트, 한화 이글스 김태균과 함께 MVP 후보에 올랐고, 압도적인 지지를 받아 2012 팔도프로야구 MVP로 선정되었다.)

투수 골든글러브 : 삼성 라이온즈 장원삼

포수 골든글러브 : 롯데 자이언츠 강민호

1루수 골든글러브 : 넥센 히어로즈 박병호

2루수 골든글러브 : 넥센 히어로즈 서건창

3루수 골든글러브 : SK 와이번스 최정

유격수 골든글러브 : 넥센 히어로즈 강정호

외야수 골든글러브 : 롯데 자이언츠 손아섭, KIA 타이거즈 이용규. LG 트윈스 박용택

지명타자 골든글러브 : 삼성 라이온즈 이승엽

## 포스트 시즌

### 최종순위
| 순위 | 구단          | 경기수 | 승 | 무 | 패 | 승률  | 게임 차 |
| ---- | ------------- | ------ | -- | -- | -- | ----- | ------- |
| 1    | 삼성 라이온즈 | 133    | 80 | 2  | 51 | 0.611 | 0.0     |
| 2    | SK 와이번스   | 133    | 71 | 3  | 59 | 0.546 | 8.5     |
| 3    | 두산 베어스   | 133    | 68 | 3  | 62 | 0.523 | 11.5    |
| 4    | 롯데 자이언츠 | 133    | 65 | 6  | 62 | 0.512 | 13.0    |
| 5    | KIA 타이거즈  | 133    | 62 | 6  | 65 | 0.488 | 15.5    |
| 6    | 넥센 히어로즈 | 133    | 61 | 3  | 69 | 0.469 | 18.0    |
| 7    | LG 트윈스     | 133    | 57 | 4  | 72 | 0.442 | 22.0    |
| 8    | 한화 이글스   | 133    | 53 | 3  | 77 | 0.408 | 26.0    |

## 올스타전
2012년 한국 프로 야구 올스타전은 7월 21일 대전한화생명이글스파크에서 열렸다.

## 참고
1. ↑  프로야구, 식품기업 팔도와 타이틀스폰서 계약 체결 - 조선닷컴

## 경기 중계
MBC 라이프가 중계권을 포기한 대신에 2012시즌부터 XTM에서 프로야구를 중계하게 되었다.
- MBC SPORTS+ (1군 경기 및 월요일 퓨처스 리그)
- XTM (1군 경기 및 NC 다이노스 퓨처스 리그)
- SBS ESPN
- KBS N Sports
- OBS (주말 1군 경기)

개막전 중계
- KBS2 : 4월 7일 개막전 중계 (한화 1: 4 롯데) 사직야구장
- MBC : 4월 8일 개막전 중계 (한화 5: 10 롯데) 사직야구장
- SBS : 4월 7일 개막전 중계 (KIA 2: 6 SK) 인천SSG랜더스필드

정규시즌 중계
- SBS : 4월 21일 정규시즌 중계 (롯데 0:0 KIA) 우천취소 광주무등경기장 야구장
- SBS : 5월 5일 정규시즌 중계 (롯데 3: 1 SK) 인천SSG랜더스필드
- KBS2 : 5월 17일 정규시즌 중계 (LG 1: 0 SK) 인천SSG랜더스필드
- KBS2 : 5월 24일 정규시즌 중계 (롯데 2: 7 삼성) 대구시민운동장 야구장
- KBS2 : 6월 6일 정규시즌 중계 (삼성 12: 3 KIA) 광주무등경기장 야구장
- MBC : 6월 6일 정규시즌 중계 (SK 1 :2 두산) 서울종합운동장 야구장
- SBS : 6월 6일 정규시즌 중계 (롯데 2: 3 한화) 대전한화생명이글스파크
- SBS : 8월 15일 정규시즌 중계 (KIA 0:0 LG)우천취소 서울종합운동장 야구장
- SBS : 9월 22일 정규시즌 중계 (SK 5: 1 두산) 서울종합운동장 야구장

준플레이오프 중계
- MBC : 10월 8일 준플레이오프 1차전 중계 (롯데 8: 5 두산) 서울종합운동장 야구장
- KBS2 : 10월 9일 준플레이오프 2차전 중계 (롯데 2: 1 두산) 서울종합운동장 야구장
- MBC : 10월 12일 준플레이오프 4차전 중계 (두산 3: 4 롯데) 사직야구장
- KBS2 : 10월 14일 준플레이오프 5차전 중계 (롯데: 두산) 서울종합운동장 야구장

플레이오프 중계
- SBS : 10월 16일 플레이오프 1차전 중계 (롯데 1: 2 SK) 인천SSG랜더스필드
- KBS2 : 10월 17일 플레이오프 2차전 중계 (롯데 5: 4 SK) 인천SSG랜더스필드
- MBC : 10월 19일 플레이오프 3차전 중계 (SK 1: 4 롯데) 사직야구장
- KBS2 : 10월 20일 플레이오프 4차전 중계 (SK 2: 1 롯데) 사직야구장
- SBS : 10월 22일 플레이오프 5차전 중계 (롯데 3: 6 SK) 인천SSG랜더스필드

한국시리즈 중계
- SBS : 10월 24일 한국시리즈 1차전 중계 (SK 1: 3 삼성) 대구시민운동장 야구장
- MBC : 10월 25일 한국시리즈 2차전 중계 (SK 3: 8 삼성) 대구시민운동장 야구장
- KBS 2TV : 10월 28일 한국시리즈 3차전 중계 (삼성 8: 12 SK) 인천SSG랜더스필드
- SBS : 10월 29일 한국시리즈 4차전 중계 (삼성 1: 4 SK) 인천SSG랜더스필드
- MBC : 10월 31일 한국시리즈 5차전 중계 (SK 1: 2 삼성) 서울종합운동장 야구장
- KBS 2TV : 11월 1일 한국시리즈 6차전 중계 (삼성 7: 0 SK) 서울종합운동장 야구장